# Sistema antichoque Incabloc

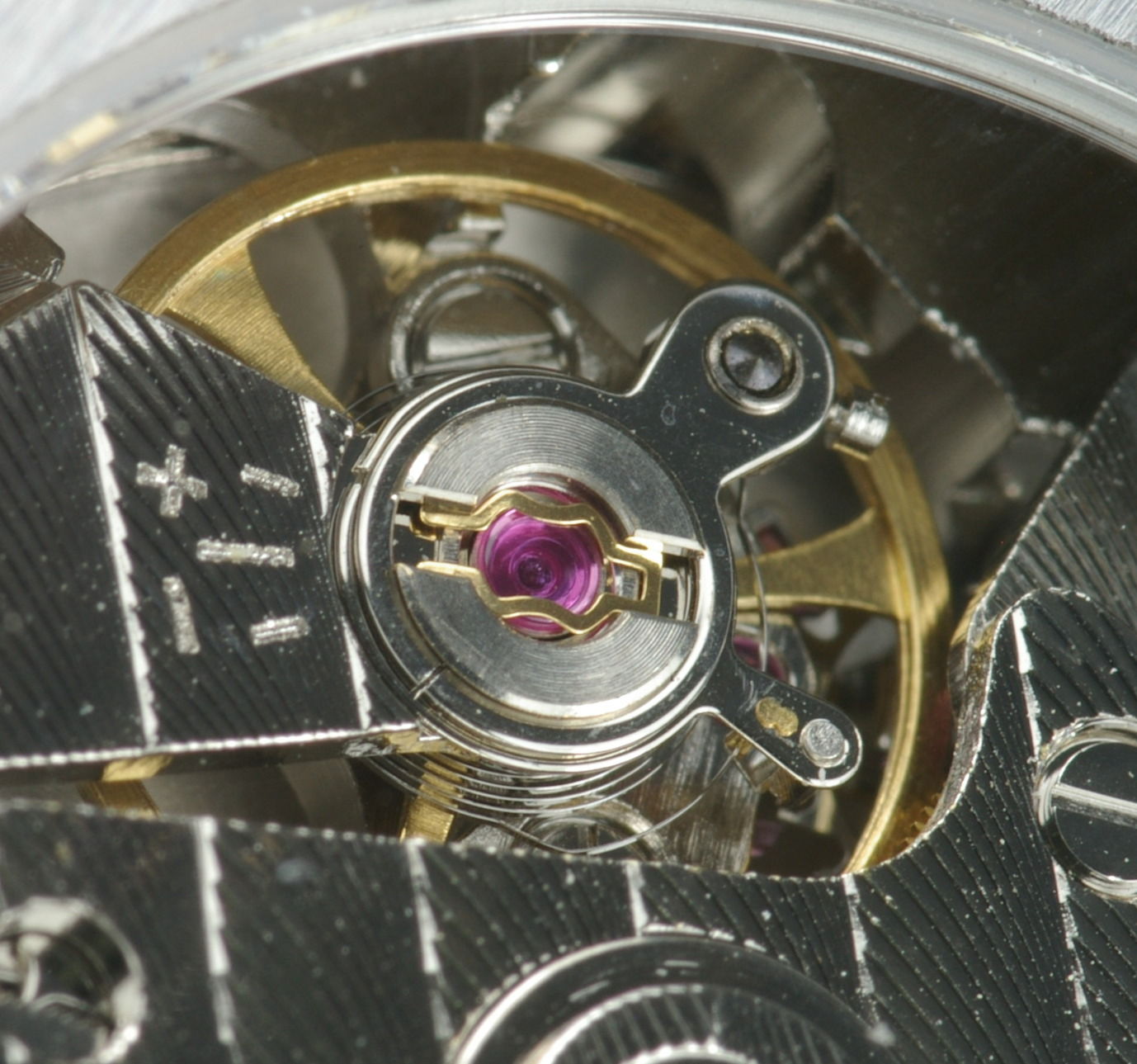
Rolamento de um balanço com espiral apoiado por uma mola ao estilo Incabloc

Sistema antichoque Incabloc é o nome comercial para um sistema de montagem baseado em molas para os rubis que seguram a balança (ou volante) em um relógio mecânico para proteger os eixos delicados da espiral de danos no caso de choque físico, como no caso do relógio cair. Foi inventado em 1934 pelos engenheiros suíços Georges Braunschweig e Fritz Marti, na Universal Escapements, Ltd, Chaux-de-Fonds, Suíça. É atualmente fabricado pela Incabloc, S.A. Sistemas parecidos são o Etachoc, Kif, Diashock e Parashock.
Os eixos e rubis do balanço são frágeis em comparação à massa que precisam suportar e sem proteção a choque são a mais vulnerável parte do relógio em caso de impacto. Antes do uso generalizado de sistemas antichoque como o Incabloc, balanços quebrados eram a causa mais frequente de visitas a serviços de reparo em relógios.
O sistema Incabloc utiliza uma mola em forma de lira que permite que os delicados rolamentos mudem de ajuste em caso de impacto, até que um rebordo mais firme do equipamento contate a extremidade de metal duro para que os eixos e rolamentos não tenham que aguentar a força do impacto. Quando o impacto termina, as molas guiam as partes de volta para seus locais de origem. O equipamento em si não se move em relação ao rubi, mas todo o rolamento é transportado para um mancal de metal que se move livremente na extremidade metálica, sob o controle da mola. Alguns balanços modernos usam um arranjo simplificado, onde um rubi maior (aproveitando o custo baixo de gemas sintéticas modernas) se move livremente como seu próprio mancal.